# Station Wola Rzędzińska
Station Wola Rzędzińska is een spoorwegstation in de Poolse plaats Wola Rzędzińska.